# Noud Bles
Arnoud Gerardus Josef (Noud) Bles (Vinkeveen, 19 maart 1945) is een Nederlands schrijver en dichter.

## Leven
Noud Bles groeide op in het waterrijke poldergebied van Vinkeveen. Hij volgde een studie HTS-Elektrotechniek in Breda. In Nijmegen startte hij als technical writer bij een Amerikaans computerbedrijf. Hij vestigde zich in 1970 in Gendt in de Betuwe. Van 1973 tot 2004 werkte hij in uiteenlopende managementfuncties bij de Radboud Universiteit en het Radboudumc, soms voltijds en soms in deeltijd in combinatie met zijn schrijverschap. Hij is vanaf 2004 zelfstandig schrijver en organisator van literaire evenementen.

## Literair werk
Noud Bles begon met schrijven van gedichten, daarna kwamen korte verhalen, romans, columns, feuilletons en incidenteel vertalingen. Zijn gedichten zijn toegankelijk, kennen verrassende thema’s en hebben vaak een opmerkelijk helder woordgebruik. Zijn korte verhalen en romans vertonen bewust en onbewust gekozen verbindingen met de realiteit en maken van daaruit gedurfde omzwervingen naar andere tijden en plaatsen. De personages koesteren faustiaanse ambities die vaak botsen op de beperkingen van de mens. Achtereenvolgens verschenen publicaties  bij uitgeverijen De Prom (Baarn), Manteau (Antwerpen), De Ravenberg Pers (Oosterbeek), Valkhof Pers (Nijmegen), Free Musketeers (Hoofddorp), Wissenschaftlicher Verlag Berlin en America Star Books (Maryland, USA). Daarnaast verzorgde hij publicaties voor Boekhandel Dekker van de Vegt, Museum De Stratemakerstoren en het Museum voor Anatomie en Pathologie in Nijmegen.
Zijn werk verscheen in dagblad  De Tijd-Maasbode, Speel, Landelijk HTS-Orgaan, dagblad BN De Stem, Tegenspraak, dagblad De Gelderlander, Radbode, Kreatief, Preludium, Nieuwsbrief Boekhandel Polman, De Tweede Ronde, Poëziepuntgl, Floris, en in bloemlezingen als Nijmeegse Inkt, Helias achterna, Gelderland in proza, poëzie en prenten, Navel van ’t land, Nijmegen in gedichten, Druif en droesem, gedichten over wijn, Literatuur in crisistijd – Krise, welche Krise?, Voetsporen, op schrijversvoeten door het land van de grote rivieren, Tuin ‘de Villa’ - Een tuin met gedichten in de Ooijpolder, De Waal/Bewogen, Vloedlijn 80, Liber Amicorum Victor Vroomkoning, Langs brede rivieren, Eén zwaluw maakt geen zomer. Sinds 2017 is Noud Bles auteur bij Uitgeverij Aspekt. Zijn verhalen worden gepubliceerd in literair-cultureel tijdschrift Bühne, ook van Uitgeverij Aspekt.

## Activiteiten
Naast het schrijven ontplooit Noud Bles een reeks uiteenlopende literaire activiteiten. Hij gaf cursussen korte verhalen schrijven en begeleidde veel leeskringen in en om Nijmegen. Op de campus van de Radboud Universiteit nam hij het initiatief voor het cultureel-literaire programma Radboud Reppen en Roeren. In Nijmegen was hij medeoprichter van de Stichting Literaire Activiteiten Nijmegen, de Nijmeegse Letterentafel en de werkgroep Literaire Bakens. Noud Bles verzorgt literaire optredens rondom zijn eigen werk, zoals De verborgen hand, een roman in woord en muziek tot leven gebracht (met concertpianist Sebastiaan Oosthout), en is inhoudelijk begeleider van literaire reizen, o.a. De Poolse weg op reis in 2019 (organisatie reisbureau Pitterz).

## Vertalingen
- 2014: The Happy Raptor, Engelse vertaling van De gelukkige roofvogel verschijnt in VS
- 2015: Faust an der Waal, Duitse vertaling van verhalendrieluik Faust aan de Waal verschijnt in Berlijn. Mythen en wondergeboorten, literaire verhalen en gedichten en medisch-historische toelichtingen over aangeboren afwijkingen, uitgave van het Museum voor Anatomie en Pathologie Nijmegen

## Prijzen, plaatsingen en onderscheidingen
- 1964: Gedicht 'Wij leven' krijgt de poëzieprijs van de 7e Jong Nederlandse Literaire dagen in Sint-Martens-Latem, België
- 2010: Gedicht 'Handschrift' wordt geplaatst in tuin De Villa in Persingen
- 2011: Fragment uit Faust aan de Waal wordt als literair baken op het Nijmeegse museum De Stratemakerstoren aangebracht (dit museum gaat na verbouwing vanaf 2018 verder als Museum De Bastei)
- 2014: Gedicht 'Waalweemoed' wint de poëzieprijs Bakens aan de rivier
- 2016: Bibliotheek Gelderland Zuid reikt de onderscheiding Taalent 2016 uit
- 2019: Provinciaal ziekenhuis van Olsztyn (Polen) geeft een onderscheiding als dank voor de hulptransporten naar dit ziekenhuis in de jaren ’80 (die de inspiratiebron vormden voor de roman De Poolse weg)

## Over Noud Bles
Bij de 75ste verjaardag van de auteur in 2020 verscheen de Noud Bles-editie van het tijdschrift Bühne met prozateksten en gedichten van de auteur en met bijdragen van Perry Pierik, Marijke Hanegraaf, Wim Huijser, Jan de Rooy, Michiel van Kempen, Margreet den Buurman, Victor Vroomkoning, Emy van Gorkom, Thomas Verbogt en Thomas Maier.